# Schloss Grudziński
Das Schloss Grudziński (Zamek Grudzińskich) befindet sich in Poddębice, einer Stadt im Powiat Poddębicki in der Woiwodschaft Łódź, Polen.

## Lage
Das Schloss liegt im äußersten Nordwesten der Woiwodschaft und gehört historisch zu Großpolen.

## Geschichte
Das Schloss wurde anstelle einer gotischen Burg vor 1617 von Zygmunt Grudziński, dem Woiwoden von Rawa im Stil des Manierismus als Familiensitz der Grudziński erbaut. Nach seinem Tod ging das Schloss an seine Frau Barbara und dann seinen Sohn Stefan, den örtlichen Starosten. Später wechselte es mehrfach die Besitzer. 1690 wurde eine barocke Kapelle und 1750 eine klassizistische Loggia angebaut. Die Kapelle wurde mit barocken Fresken ausgeschmückt. Das Schloss wurde im 19. Jahrhundert restauriert. Heute beherbergt es ein kleines Museum.

## Nachweise
- A. Ruszkowski, Sieradz i okolice, Sieradz 2000.
- Pałac starszy o 200 lat., [in:] „Express Ilustrowany” [Łódź], 24 IX 2012, Nr. 223, S. 7
- „Łódź w Ilustracji”, Nr. 36, 2 IX 1928, S. 3.